# Jakob Geri

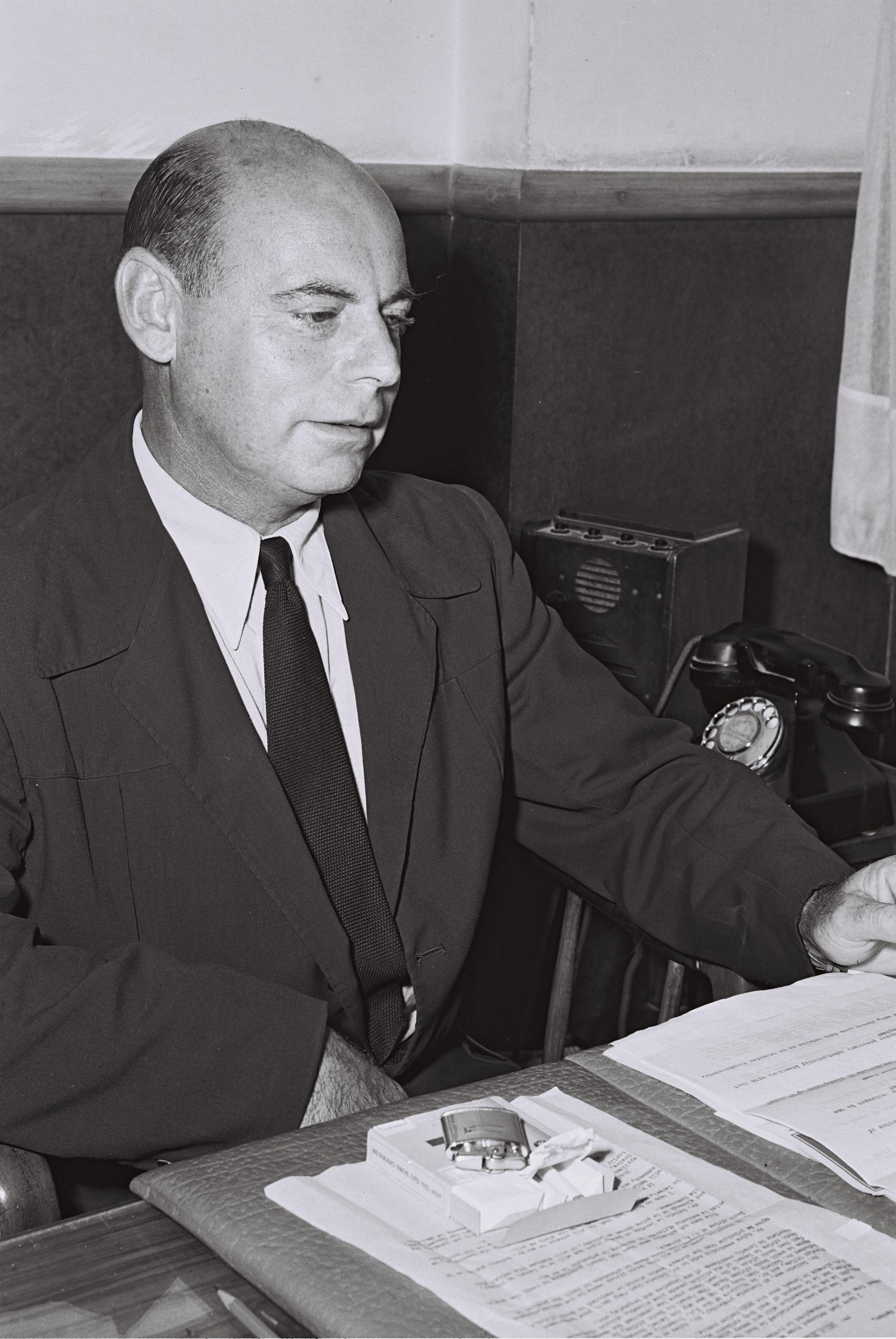
Jakob Geri, 1950

Jakob Me'ir Geri (hebräisch יעקב (מאיר) גרי, eigentlich Jack Gering hebräisch ג'ק גרינג; * 18. September 1901 in Seda; † 18. Dezember 1974 in Israel) war ein israelischer Politiker, Anwalt und Unternehmer. Obwohl er nie in die Knesset gewählt worden war, wurde Geri Minister für Handel und Wirtschaft in der zweiten Regierung von David Ben-Gurion zwischen 1950 und 1951. Seine Berufung in dieses Amt wurde in der Öffentlichkeit als Zugeständnis an die Allgemeinen Zionisten gesehen, die Vereinigte Religiöse Front war gegen seine Nominierung.
Geri studierte Rechtswissenschaften  und Humanities an der Witwatersrand-Universität. Nachdem er mehrere Jahre in Südafrika als Anwalt gearbeitet hatte, reiste er 1932 nach Europa, bevor er 1934 nach Israel immigrierte. Vor seiner Tätigkeit als Minister war Geri Direktor der African-Palestine Investment Company. Sein Bruder Bernard Gering war Vorstandsvorsitzender der South African Zionist Federation. Nach seinem Ausscheiden aus der Regierung leitete Jakob Geri einen Zusammenschluss mehrerer südafrikanischer Unternehmen in Israel.